# Sipuleucel-T
 (juillet 2012).
Le sipuleucel-T (connu aussi sous son nom commercial : Provenge) est le premier vaccin thérapeutique pour le traitement du cancer de la prostate au stade métastatique résistant au traitement hormonal. Sa mise sur le marché a été approuvée le 29 avril 2010 par l'Agence américaine des produits alimentaires et médicamenteux (FDA). Il a également reçu un avis favorable du Comité européen des médicaments à usage humain de l'Agence européenne des médicaments (EMA) en juin 2013 . Il est fabriqué par le laboratoire pharmaceutique Dendreon.
Il repose sur l'utilisation des cellules dendritiques, qui sont des cellules présentatrices d'antigènes issues de la moelle osseuse.

## Méthode
1. Les cellules dendritiques sont obtenues à partir des cellules souches prélevées sur le patient (leucaphérèse).
2. Après une période in vitro, elles sont « éduquées » pour présenter les parties cancéreuses au système immunitaire du malade qui s'active de cette façon, le but étant la reconnaissance des antigènes tumoraux par le système immunitaire.  Elles sont mises en présence d'une protéine de fusion (PA2024) qui est constituée par :
  1. l'antigène phosphatase de l'acide prostatique (Prostatic acid phosphatase, PAP) qui est présent dans 95 % des cellules cancéreuses de prostate ;
  2. un facteur signalant la réponse immunitaire (le GM-CSF) qui aide les cellules présentatrices d'antigènes à mûrir
3. Réinjectées sur le patient, les cellules dendritiques devraient être en mesure d'activer les agents du système immunitaire capable d'éliminer les cellules tumorales résiduelles.

Le traitement se fait en trois injections espacées de deux semaines.

## Résultat
Après un suivi de trois ans, on observe que 38 % des personnes ayant été vaccinées vivent plus longtemps que les personnes non vaccinées. En revanche, ce rallongement est court, de 4,1 mois. 
Les effets indésirables fréquents sont les frissons, la fièvre et les maux de tête qui durent environ deux jours après l'injection.

## Coût
Ce vaccin coûte environ 100 000 dollars par personne, car il doit être fabriqué spécifiquement pour chaque patient.
En 2012, le coût a légèrement diminué pour atteindre 93 000 $ (soit 70 000 €) avec un tarif de 31 000 $ par injection (on doit en pratiquer trois pour que la vaccinothérapie soit efficace[réf. nécessaire]).